# Triplectides rossi
Triplectides rossi là một loài Trichoptera trong họ Leptoceridae. Chúng phân bố ở miền Australasia.